# أغنيس سيلاجي
أغنيس سيلاجي (بالمجرية: Szilágyi Ágnes)‏ مواليد 7 مارس 1990 في دبرتسن، هي لاعبة كرة يد مجرية تلعب كجناح أيسر. حققت المركز الثاني مع فريقها في البطولة الوطنية سنة 2011.